# بيتو (لاعب كرة قدم مواليد 1983)
جوزيب ماريا كوماديفال كروس (بالإسبانية: Josep Maria Comadevall) المعوف باسم بيتو (24 نونبر 1983 سالت إسبانيا - ) هو لاعب كرة قدم إسباني.

## وصلات خارجية
بيتو على موقع قاعدة بيانات كرة القدم.إي يو (الإنجليزية)
- بيتو على موقع Soccerbase.com (لاعب) (الإنجليزية)
- بيتو على موقع Soccerway.com (الإنجليزية)
- بيتو على موقع AS.com (الإسبانية)